# Logan Pause
Logan Allen Pause (Hillsborough, Carolina del Norte, Estados Unidos, 22 de agosto de 1981) es un exfutbolista y entrenador estadounidense. 
Pasó gran parte de su carrera en el Chicago Fire, donde estuvo durante 12 temporadas entre 2003 y 2014. En el club de Chicago ganó dos U.S. Open Cup y un MLS Supporters' Shield.
Fue internacional absoluto con la selección de Estados Unidos entre los años 2009 y 2010.
Luego de su retiro en 2014 fue entrenador interino del Chicago Fire en 2015.
Su último club como entrenador fue el Chicago FC United en 2019.

## Trayectoria

### Como jugador

#### Clubes juveniles
| Período   | Club                     |
| --------- | ------------------------ |
| 2000-2002 | North Carolina Tar Heels |

#### Clubes
| Club               | País           | Año       |
| ------------------ | -------------- | --------- |
| Raleigh CASL Elite | Estados Unidos | 2002      |
| Chicago Fire       | Estados Unidos | 2003-2014 |

#### Selección nacional
| Período   | Selección                   | PJ (G) |
| --------- | --------------------------- | ------ |
| 2009-2010 | Selección de Estados Unidos | 6 (0)  |

### Como entrenador
| Club                      | País           | Año  |
| ------------------------- | -------------- | ---- |
| Chicago Fire (Interino)   | Estados Unidos | 2015 |
| Chicago Fire (inferiores) | Estados Unidos | 2016 |
| Orange County SC          | Estados Unidos | 2017 |
| Chicago FC United         | Estados Unidos | 2019 |

## Palmarés

### Como jugador

#### Títulos nacionales
| Título                   | Club         | País           | Año  |
| ------------------------ | ------------ | -------------- | ---- |
| Lamar Hunt U.S. Open Cup | Chicago Fire | Estados Unidos | 2003 |
| Lamar Hunt U.S. Open Cup | Chicago Fire | Estados Unidos | 2006 |
| MLS Supporters' Shield   | Chicago Fire | Estados Unidos | 2003 |